# Kilchoman
Kilchoman är en by och en civil parish på ön Islay i Argyll and Bute, Skottland. Orten är belägen 10 km från Bowmore. Civil parishen utgörs av orterna Bruichladdich, Claddach, Conisby, Kilchiaran, Kilnave, Nerabus, Port Charlotte, Portnahaven och Port Wemyss. Civil parish hade 755 invånare år 2011.